# Хирвли
Хи́рвли (эст. Hirvli), ранее также Ги́рвли — деревня на севере Эстонии в волости Куусалу, уезда Харьюмаа.

## География и описание
Расположена в 36 километрах к востоку от Таллина. Расстояние от деревни до волостного центра — посёлка Куусалу — 5,5 километра. Высота над уровнем моря — 68 метров.
Климат умеренный. Официальный язык — эстонский. Почтовый индекс — 74607.

## Население
По данным переписи населения 2021 года, в Хирвли проживали 83 человека, из них 82 (98,8 %) — эстонцы.
Численность населения деревни Хирвли по данным переписей населения:
| Год  | 1959 | 1970  | 1979 | 1989 | 2000 | 2011 | 2021 |
| ---- | ---- | ----- | ---- | ---- | ---- | ---- | ---- |
| Чел. | 159  | ↘ 134 | ↘ 81 | ↘ 79 | ↗ 83 | → 83 | → 83 |

## История
Впервые упоминается в Датской поземельной книге 1241 года как Irmari. В источниках 1455 года упоминается Hermel, 1467 года — Hirmell, 1798 года — Hirmela, 1844 года — Hirmli. 
Во время немецкой оккупации Эстонии советские политики Неэме Руус и Оскар Шер жили на одном из хуторов Хирвли. Тем не менее их выследили и арестовали 12 сентября 1941 года. Они были казнены немцами в июне 1942 года в Таллине.